# Kouloughlis
Kouloughlis, ook gespeld als Koulouglis, Cologhlis en Qulaughlis (van Turkse Köleoğlu "Kinderen van de Keizerijk knechten" van Köle "dienaar / slaaf" + Oğlu "zoon van"), ook wel Turco-Maghrebijnen, was een term die tijdens de Ottomaanse periode werd gebruikt om de gemengde nakomelingen aan te duiden van Turkse mannen en lokale Maghrebijnse vrouwen, gelegen in de westelijke en centrale kustgebieden in de Barbarijse kust (Algerije, Tunesië en Libië). Hoewel de terminologie algemeen werd gebruikt in Ottomaans Algerije, Ottomaans Tunesië en Ottomaans Libië, werd het niet gebruikt in Ottomaans Egypte om te verwijzen naar Turco-Egyptenaren. Tegenwoordig zijn de afstammelingen van de Kouloughlis na de onafhankelijkheid van Europese landen grotendeels geïntegreerd in hun lokale samenlevingen, maar ze behouden nog steeds enkele van hun culturele tradities (met name voedsel); ze blijven ook de Hanafi-school van de islam beoefenen (in tegenstelling tot de etnische Maghrebijnen die de Maliki-school beoefenen) en handhaven hun achternamen van Turkse afkomst.

## Migratie naar Noord-Afrika
Volgens de Turco-Libische historicus Orhan Koloğlu heeft het Ottomaanse bestuur gedurende de 300 jaar Ottomaanse heerschappij in de Maghreb en meer in het algemeen Noord-Afrika ervoor gezorgd dat Turkse soldaten van de Ocak, in plaats van de Janissariërs, ten minste 5% van de regio's vormden populatie. Turks sprekende Anatoliërs werden beschouwd als de ideale migranten om de Turkificatie van de regio te waarborgen. Bovendien hebben de autoriteiten Turkse sprekers verboden het Arabisch te gebruiken; hierdoor kon de Turkse taal tot de 19e eeuw de prestigieuze taal van de regio blijven. Koloğlu heeft geschat dat ongeveer 1 miljoen Ottomaanse soldaten uit Anatolië naar de Cezayir Eyalet (Ottomaans Algerije), de Tunus Eyalet (Ottomaans Tunesië) en de Eyālet-i Trâblus Gârp (Ottomaans Tripolitanië) migreerden, meestal vertrekkend vanuit de haven van Izmir.
In de Maghreb is er nog steeds een sterke Turkse aanwezigheid, met name in Algerije, Tunesië en Libië. Ze wonen voornamelijk in de kuststeden (zoals in Algiers, Constantine, Oran en Tlemcen in Algerije; Djerba, Hammamet, Mahdia en Tunis in Tunesië; en Misurata en Libië in Libië). In deze regio's worden mensen van gedeeltelijke Turkse afkomst historisch Kouloughlis genoemd vanwege hun gemengde Turkse en Maghrebijnse bloed. Bijgevolg zijn de termen "Turken" en "Kouloughlis" traditioneel gebruikt om onderscheid te maken tussen die van volledige en gedeeltelijke Turkse afkomst.
Voorafgaand aan de Franse en Italiaanse kolonisatie waren de heersende en hogere klassen voornamelijk Turks, of van Turkse afkomst, wat deel uitmaakte van het erfgoed van de Ottomaanse heerschappij van Algerije, Tunesië en Libië.

## Turkse vrouwen in Noord-Afrika
Hoewel de term "köleoğlu" de term "zoon van" impliceerde, bestond de Turkse bevolking in Noord-Afrika niet alleen uit mannen. Inderdaad, Turks sprekende Anatolische vrouwen migreerden ook naar de regio. Bovendien zouden de nakomelingen van Turkse mannen en Maghrebijnse vrouwen ook vrouwen omvatten. Tot de ontbinding van het Ottomaanse Rijk waren vrouwen uit de hogere klasse in Algerije, Egypte, Libië en Tunesië meestal van Turkse afkomst. Deze Turkse elite had een diepe verwantschap met de Ottomaanse staat, die verder toenam tijdens de Italiaans-Turkse Oorlog ten gunste van de Ottomaanse staat.

## Nalatenschap

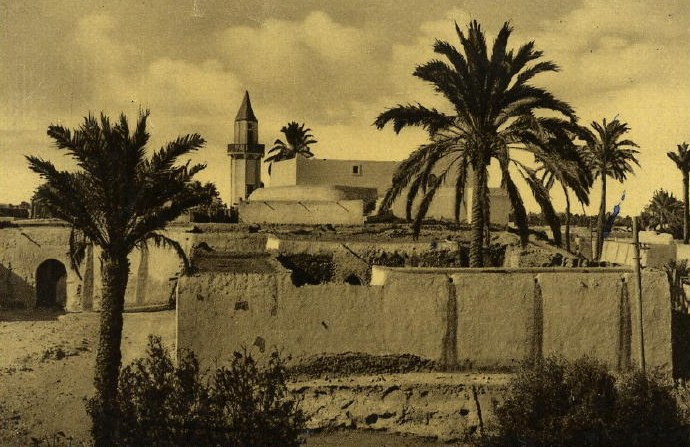
Een Ottomaanse moskee in de oude stad van Misrata.

### Religie
De meerderheid van de Turks sprekende Ottomaanse moslims hielden zich aan de Hanafi-school van de islam, in tegenstelling tot de meerderheid van de Noord-Afrikaanse onderwerpen, die de Maliki-school volgden. Vandaag wordt de Hanafi-school nog steeds gevolgd door de nakomelingen van Turkse families die in de regio blijven. Traditioneel hebben hun moskeeën de Ottomaanse bouwstijl en zijn ze met name te herkennen aan hun achthoekige of smalle ronde minaretten in Turkse stijl.

### Taal
Woorden en uitdrukkingen uit de Turkse taal, in verschillende mate, worden nog steeds gebruikt in de meeste variëteiten van het Maghrebijns-Arabisch en worden Arabisch gesproken in Noord-Afrika en het Midden-Oosten. In Algerije worden bijvoorbeeld naar schatting 634 Turkse woorden nog steeds gebruikt in het Algerijns-Arabisch. Ongeveer 800 tot 1500 Turkse leenwoorden worden nog steeds gebruikt in Egypte, in het Egyptisch-Arabisch, en tussen 200 en 500 in Libië en Tunesië, respectievelijk in het Libisch-Arabisch en Tunesisch-Arabisch. Turkse leenwoorden zijn ook invloedrijk geweest in landen die nooit door de Ottomanen zijn veroverd, zoals in Marokko, in het Marokkaans-Arabisch. Verder introduceerden de Turken ook woorden uit de Perzische taal in de regio, die oorspronkelijk werden geleend voor de Ottomaanse Turkse taal.
Het merendeel van de Turkse leenwoorden in het Arabisch wordt gebruikt voor het privéleven (zoals voedsel en gereedschap), recht en overheid en het leger.

### Voedsel
Ottomaanse heerschappij liet een diepe invloed achter op de keuken van Noord-Afrika, het Midden-Oosten en de Balkan. Daarom zijn zelfs vandaag de dag veel gerechten die in verschillende landen in deze regio's worden geproduceerd, afgeleid van dezelfde naam, meestal een variant van een Turks woord (zoals baklava en dolma).

## Kunst en literatuur
De hoofdstad van het Ottomaanse rijk, Istanboel (Constantinopel), was de centrale locatie waar specialisten in kunst, literatuur en wetenschappers uit de hele provincie samenkwamen om hun werk te presenteren. Vandaar dat veel mensen hier werden beïnvloed en zouden lenen van de meesterwerken waarmee ze in contact kwamen. Bijgevolg nam de Arabische taal verschillende technische termen van Turkse oorsprong aan, evenals artistieke invloeden.

### Muziek
De culturele interactie tussen de Arabieren en Turken heeft de muziek van de Arabische provincies aanzienlijk beïnvloed. Nieuwe maqamat in Arabische muziek is ontstaan (d.w.z. Makam, een Turks systeem van melodietypes), zoals al-Hijazkar, Shahnaz en Naw'athar, evenals technische muziekterminologieën.

### Theater
De Turken introduceerden de Karagöz-poppenshow, die betrekking heeft op de avonturen van twee stockpersonages: Karagöz (in het Turks "black-eyed" betekent) en Hacivat (in de betekenis "İvaz de Pilgrim"). Avondvoorstellingen van de show zijn vooral populair tijdens de Ramadan in Noord-Afrika.